# Sitio de Acre (1189-1191)
El Sitio de Acre fue uno de los primeros enfrentamientos de la Tercera Cruzada, que duró desde el 28 de agosto de 1189 hasta el 12 de julio de 1191, y la primera vez en la historia que el rey de Jerusalén se vio obligado personalmente a defender Tierra Santa.
También fue el evento más mortífero de todo el período de las Cruzadas para la clase dominante cristiana del este. Sin embargo, fue una victoria clave para los cruzados y una derrota grave para Saladino, que tenía la esperanza de destruir la totalidad del reino cruzado.

## Trasfondo
Después que Saladino derrotara decisivamente a los cruzados en la batalla de Hattin el 4 de julio de 1187, conquistó gran parte del Reino de Jerusalén sin gran oposición, entre ellos Acre y la propia Jerusalén el 2 de octubre de 1187.
Los cruzados únicamente controlaban Tiro, Trípoli y Antioquía, los cuales Saladino igualmente atacó en 1188, aunque sin éxito.
Las noticias de la pérdida de Jerusalén y Palestina causó conmoción a Europa, y hubo pronto una demanda para una nueva cruzada, convocado por el papa Gregorio VIII en octubre de 1187, y luego continuado por sus sucesor Clemente III.

## Tiro
En Tiro, Conrado de Montferrato se había atrincherado y resistió con éxito el asalto de Saladino a finales de 1187. El sultán volvió su atención a otras funciones, pero luego trató de negociar la rendición de la ciudad por un tratado, ya que a mediados de 1188 los primeros refuerzos de Europa llegaron a Tiro por mar.
Bajo los términos del tratado, Saladino tendría que liberar al rey Guido de Lusignan, entre otras cosas, a quien había capturado en la batalla de Hattin. Esto habría aumentado el conflicto entre Guido, que fue culpado por la catástrofe de Hattin, y Conrado, que había defendido con éxito Tiro de la invasión posterior.
Guido fue puesto en libertad y se presentó ante Tiro, pero Conrado no le dejó entrar, alegando que estaba administrando hasta que los reyes debieran llegar desde el otro lado del mar para resolver la sucesión. Esto estaba de acuerdo con la voluntad de Balduino IV, que era el pariente por vía paterna más cercano de Balduino V. Guido volvió a presentarse una vez más en Tiro, con la reina Sibila, su esposa, que ostentaba el título legal para el reino, pero fue rechazado de nuevo por Conrado, y estableció su campamento fuera de las puertas de la ciudad.
A finales de la primavera de 1188, Guillermo II de Sicilia envió una flota con 200 caballeros. El 6 de abril de 1189, Ubaldo Lanfranchi, arzobispo de Pisa, llegó con 52 barcos.